# Beauvais-sur-Tescou
 Beauvais-sur-Tescou  es una población y comuna francesa, ubicada en la región de Mediodía-Pirineos, departamento de Tarn, en el distrito de Albi y cantón de Salvagnac.

## Demografía
| 255 | 254 | 198 | 179 | 187 | 205 |
| Para los censos de 1962 a 1999 la población legal corresponde a la población sin duplicidades (Fuente: INSEE [Consultar]) |     |     |     |     |     |